# Порвенир
Порвенир (исп. Porvenir) — посёлок в Чили на острове Огненная Земля (Исла-Гранде) (архипелаг Огненная Земля). Административный центр одноимённой коммуны и провинции Тьерра-дель-Фуэго. Население — 5907 человек (2012), из них около двух тысяч солдат чилийского гарнизона. Большинство гражданских жителей имеют хорватское происхождение. Так же живут и переселенцы с острова Чилоэ. Посёлок и коммуна входит в состав провинции Тьерра-дель-Фуэго и области Магальянес-и-ла-Антарктика-Чилена.
Территория коммуны — 9707,4 км². Численность населения — 5907 жителей (2012). Плотность населения — 0,6 чел./км².

## Расположение
Посёлок расположен в 41 км на юго-восток от административного центра области города Пунта-Аренас.
Коммуна граничит:
- на севере — c коммуной Примавера
- на востоке — с провинцией Огненная Земля, Антарктида и острова Южной Атлантики (Аргентина)
- на юге — c коммуной Тимаукель
- на западе — c коммуной Пунта-Аренас

## История
Первые постоянные поселения начали появляться на месте современного Порвенира с 1883 года, а 13 декабря 1899 года был основан город Пуэрто-Порвенир.
В настоящее время через Магелланов пролив напротив находится город Пунта-Аренас, самый южный континентальный город на планете. А одна из наиболее важных статей экономики муниципалитета — туризм.

## Климат
Климат в городе прохладный морской, но относительно сухой. Температура колеблется от 1,0—1,5°С в июле до 10,0—10,5 °C в январе (среднегодовая — около 6 °C). Осадки выпадают равномерно в каждом месяце, всего 370 мм в год, что примерно в два раза меньше, чем в Москве. Летом осадки выпадают в виде дождей, зимой — либо в виде дождя, либо снега, либо в их комбинации.

## Демография
Согласно сведениям, собранным в ходе переписи Национальным институтом статистики, население коммуны составляет 5591 человек, из которых 3429 мужчин и 2162 женщины.
Население коммуны составляет 3,57 % от общей численности населения области Магальянес-и-ла-Антарктика-Чилена, при этом 12,54 % относится к сельскому населению и 87,43 % — городское население.

## Галерея

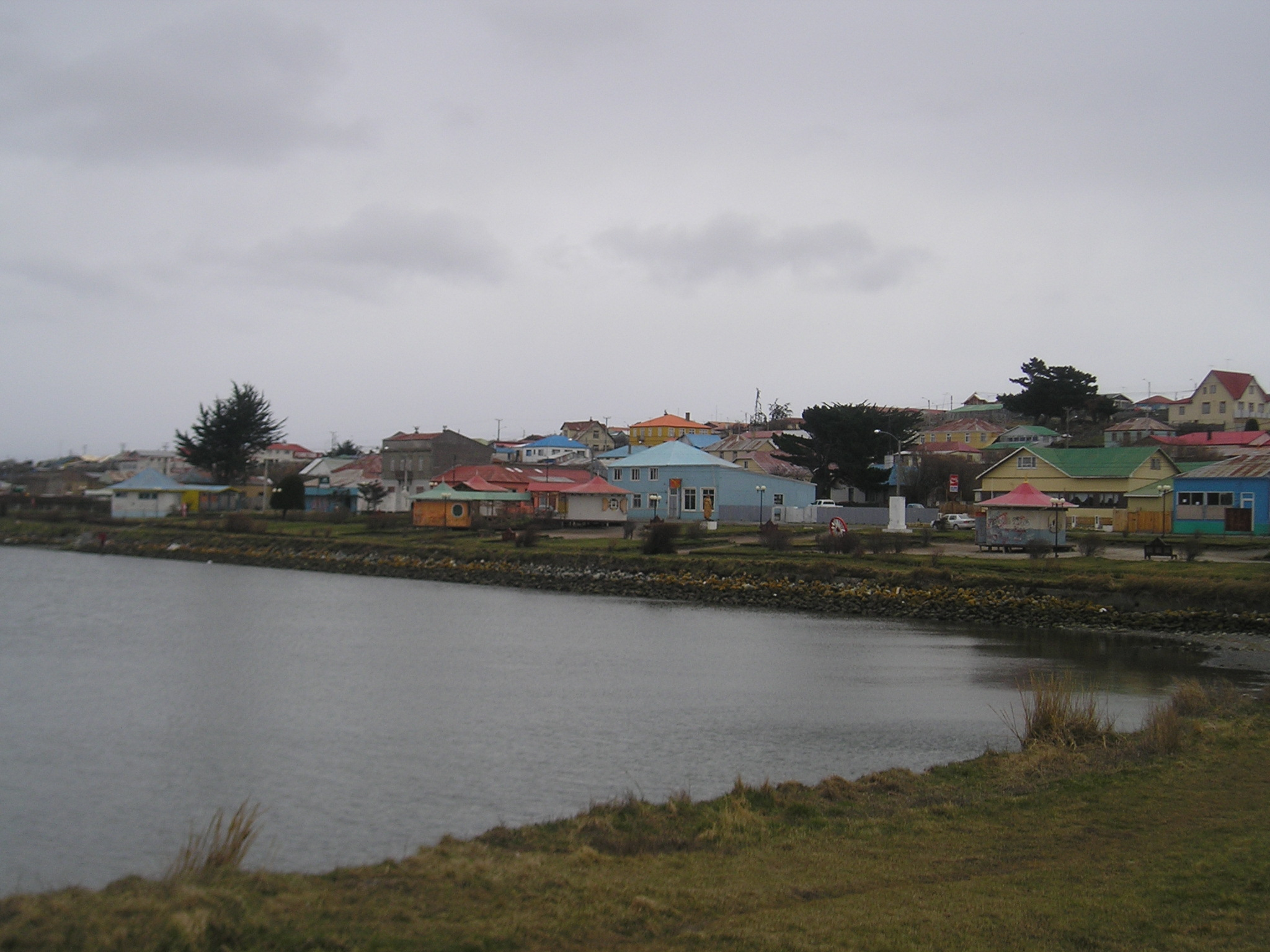
Залив в Порвенире
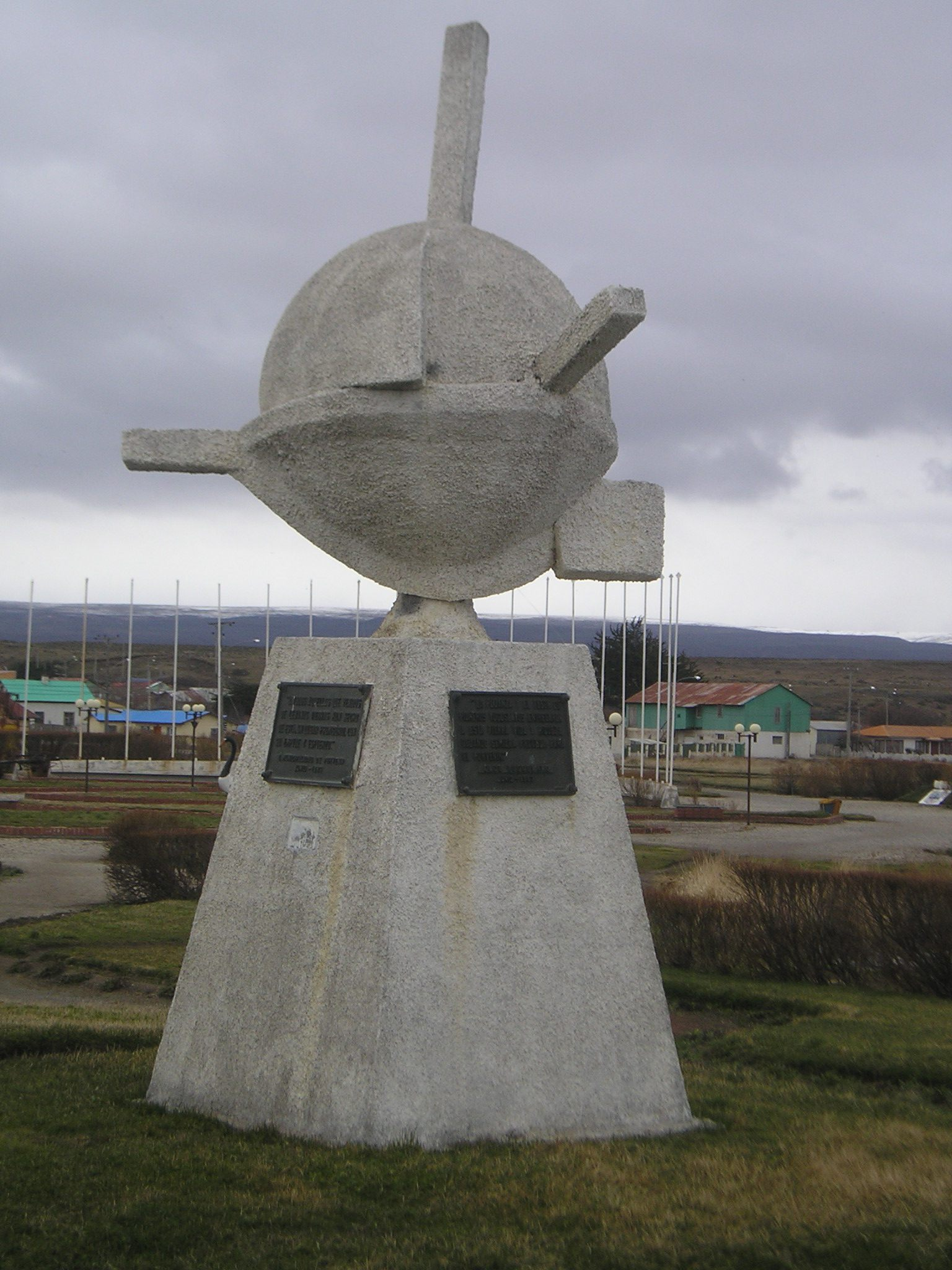
Памятник иммигрантам
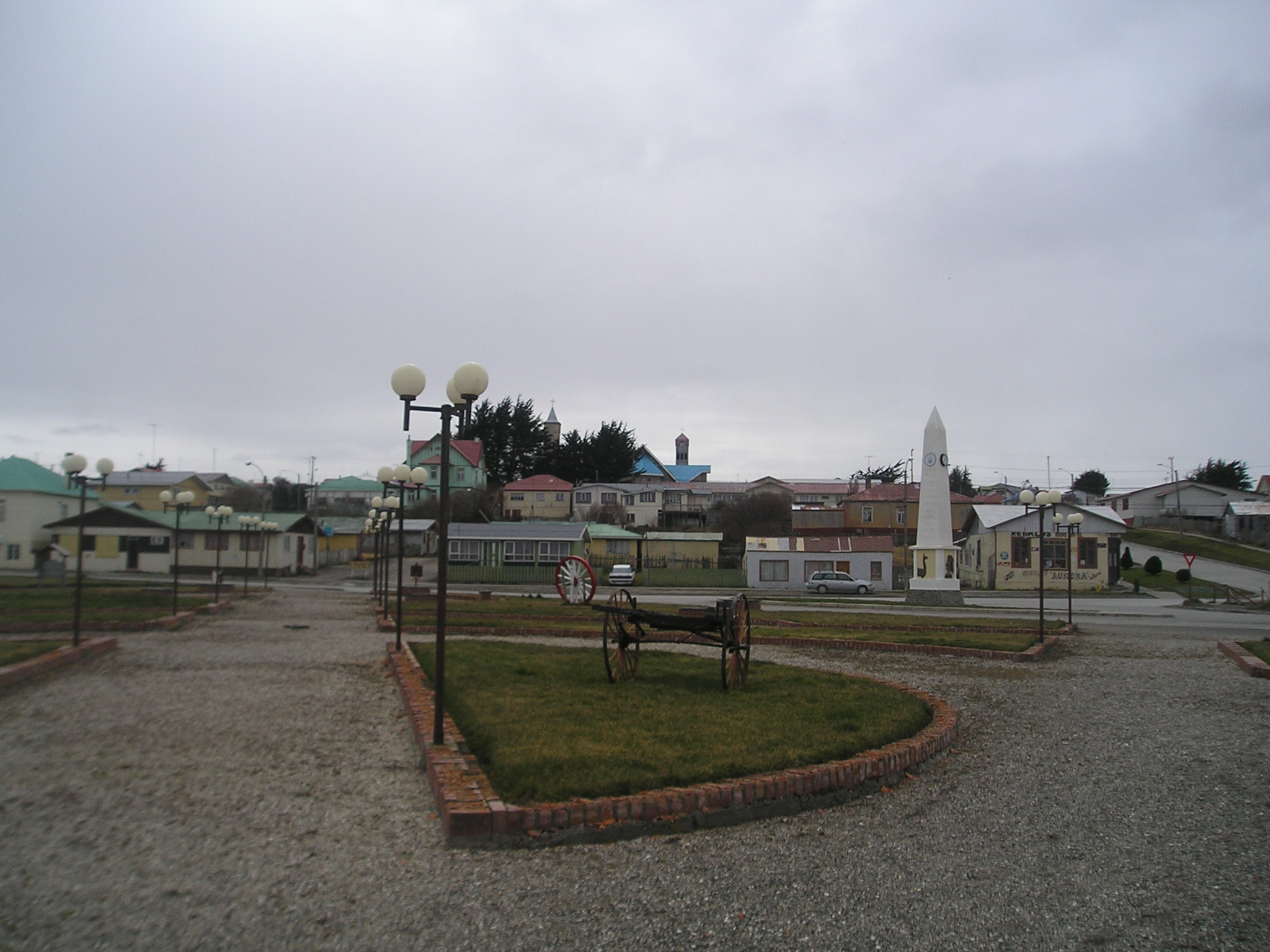
Югославский парк